# Arte drag en África
La práctica del arte drag en África permite a las personas africanas desafiar los roles de género. En el África precolonial había muchas expresiones diferentes de masculinidad y feminidad. Las potencias coloniales introdujeron leyes escritas que imponían rígidos roles de género que devaluaban a las mujeres y la feminidad. Los artistas drag africanos, en concreto las drag queens, desafían ahora este estricto binario y su consiguiente criminalización de las personas queer. Sus actuaciones navegan por diversas interseccionalidades de género, sexualidad y raza que son legados del colonialismo. Debido a la asociación del drag con lo queer, así como a su desafío inherente a la estructura social de género, las actuaciones drag son innatamente políticas y a menudo peligrosas.

## El drag como arte escénico
Como punto de partida, las drag queens suelen actuar ante el público haciendo playback u otros sketches cómicos. Además de montar un espectáculo con maquillaje, pelucas y otros elementos femeninos, el drag es una forma de arte que intenta desafiar el tradicional binario de género que separa a hombres y mujeres. El binario de género entre hombres y mujeres ha sido impuesto por normas de género o estereotipos de género que dictan los comportamientos que son apropiados/necesarios para hombres y mujeres. Los estudiosos señalan que el drag se sale de los confines del binario de género y permite la fluidez de la expresión de género.
Cuando las drag queens actúan pueden mostrar su feminidad y relacionarse con el sexo opuesto de formas que normalmente están mal vistas. El drag se ve afectado por el binario de género junto con las diversas construcciones sociales de género, ya que condiciona la forma en que los individuos se expresan. Además de desafiar la comprensión tradicional de género, los estudiosos también señalan que el drag permite a los hombres queer salir de los confines de la heteronormatividad. El aspecto escénico del drag combina la fluidez sexual y de género en la que se basa el drag con una relación subversiva única que desafía las normas tradicionales defendidas por la sociedad. Incluso cuando los drag queens actúan en el escenario, están rompiendo las ideas preconcebidas que el público pueda tener sobre el género y la expresión de género. Al abrazar la feminidad, las drag queens se salen del binario de género tradicional y de las construcciones sociales de género que moldearon significativamente la forma en que se percibe al drag.
La fluidez del drag es especialmente importante porque pone de relieve la interseccionalidad entre sexualidad y género. Más concretamente, las drag queens cambian activamente la forma en que la sociedad ve y entiende el género, las expectativas de género y la masculinidad/feminidad. A medida que crece la comprensión del drag y de las drag queens, aumenta la aceptación de la comunidad queer y de las personas marginadas que quedan fuera del ámbito de la heteronormatividad y del binario de género. El drag es especialmente importante en las sociedades africanas, ya que se ha utilizado como método para explorar la homosexualidad y las distintas identidades africanas. El drag permite la fusión de identidades que de otro modo no habrían podido coexistir. Una persona africana sigue siendo africana incluso si se viste de drag y es queer. La noción de ser "no africano" afecta a las drag queens africanas, pero la naturaleza del drag las anima a vivir sus vidas e historias auténticas.

## Expresión de género en el África precolonial
La mayoría de las sociedades africanas precoloniales tenían un binario de género, pero no devaluaban a la mujer y la feminidad. Como punto de partida, la política se estructuraba de forma bicameral, de manera que tanto hombres como mujeres estuvieran separados, pero compartieran la misma influencia y poder generales. Este bicameralismo era especialmente importante porque valoraba tanto la mentalidad femenina como la masculina conjuntamente. En algunos casos, las reinas africanas tenían más poder que sus homólogos masculinos. Otro aspecto importante de la sociedad precolonial era que las madres africanas eran profundamente veneradas por mantener la cultura a través de la crianza de las familias, pero sin dejar de participar activamente en la fuerza laboral, la política y otros aspectos de la sociedad.
Las madres africanas y la maternidad influyeron en el género dentro de sus propias familias, pero también en la comunidad en general, lo que solidificó sus derechos en la esfera doméstica y más allá. Esencialmente, que las mujeres fueran mujeres no significaba que fueran inferiores, ni que los hombres fueran hombres los hacía automáticamente superiores. La estructura familiar también contrasta con la típica estructura nuclear occidental, más lineal y cerrada. En cambio, las familias africanas precoloniales miraban hacia la familia inmediata, pero también hacia la familia extensa como forma de determinar las identidades y la herencia. En lugar de ver el género como algo binario e imponer diferencias entre hombres y mujeres, como en Occidente, las familias precoloniales veían los géneros a través de un equilibrio de estatus y autoridad.
La expresión de género a menudo se extiende a las relaciones sexuales, y las relaciones entre personas del mismo sexo en África eran habituales y normalmente no estaban estigmatizadas ni penalizadas, como documentaron los portugueses en los actuales Congo y Angola. Las relaciones entre mujeres del mismo sexo eran muy comunes, y algunas sociedades incluso trataban a los hombres como mujeres si querían casarse con otro hombre. Estos hombres, como se documenta entre los Langi en la actual Uganda, vestían y actuaban de una forma que las sociedades modernas pueden calificar de "drag" o "transgénero". Es importante señalar que estos términos no existían entonces y, por tanto, no describen con precisión las expresiones de género de estos hombres, porque no solían llevar el estilo de vida que implican las etiquetas modernas.  Por ejemplo, los murumekadzi, o el hombre-mujer, del pueblo shona eran hombres que asumían las funciones comunales que hacían las mujeres porque eran médiums de espíritus femeninos, pero seguían casándose con mujeres y teniendo hijos. También era habitual que los hombres se hicieran pasar por mujeres en los espectáculos de danza, incluso cuando la finalidad y el aspecto físico de la danza eran muy eróticos y sensuales.
En África no había leyes escritas antes de la colonización, pero existían leyes sociales complejas y aplicadas en todo el continente que regían las relaciones sexuales, ya que la mayoría de las sociedades africanas otorgaban un gran valor a la reproducción y el linaje. La ley oral puede distinguirse de la escrita porque es más fluida y evoluciona a partir de cómo los individuos de una sociedad como colectivo entienden los comportamientos/normas que luego se asocian a sanciones. No hay constancia de que las relaciones entre personas del mismo sexo y las expresiones de género fluidas fueran castigadas por la ley oral, pero tampoco se fomentaban, creando una tolerancia pasiva de la homosexualidad, pero tampoco la perseguían.

## Leyes coloniales y actitudes sobre la expresión de género
Las potencias coloniales introdujeron en África códigos penales escritos, muchos de los cuales penalizaban las relaciones entre personas del mismo sexo. Estas leyes escritas eran más rígidas y tenían efectos a largo plazo que moldeaban las actitudes de la sociedad hacia las diferentes identidades sociales. Esto, a su vez, afectó intrínsecamente al drag y a las drag queens por su asociación con los hombres homosexuales y su capacidad para salirse de los confines tradicionales del género y la sexualidad. Gran Bretaña adaptó específicamente el código a sus colonias en lugar de aplicar sus propias leyes existentes a los súbditos coloniales, lo que hizo mucho más probable que las antiguas colonias británicas eliminaran los códigos tras la independencia. Algunos estudiosos creen que estas leyes se introdujeron inadvertidamente, ya que nunca se aplicaron. Sin embargo, Uganda adoptó su propio código penal basado en el australiano, que endurecía el castigo para las relaciones entre personas del mismo sexo. Por lo tanto, otros investigadores creen que hubo una clara intención de criminalizar a los homosexuales entre las potencias coloniales. Argumentan que las leyes escritas que criminalizan a las personas queer, aunque no se apliquen activamente, pretenden criminalizar la homosexualidad, lo que alimenta una mayor intolerancia hacia las identidades sociales que no se perciben como «normales».
El régimen colonial, junto con las leyes impuestas en aquella época, tuvo consecuencias en el cambio de la dinámica de género entre hombres y mujeres, así como en el entendimiento general asociado a ambos. El colonialismo eliminó el respeto y el estatus que se otorgaba a las mujeres, lo que hizo que se las tratara con menos importancia que a sus homólogos masculinos. Más aún, las mujeres se vieron privadas de su independencia económica al verse sometidas a restricciones financieras de género, como los elevados impuestos y la riqueza de las novias. La desventaja económica de las mujeres, su negación de la educación, el trabajo, la política, etc., fue el resultado de la elevación de la masculinidad y de los hombres. Dado que la mayoría de los aspectos de la sociedad se centraban en los hombres y los hacían superiores, las mujeres y su feminidad se encontraban cada vez más en desacuerdo. La estricta mentalidad occidental con respecto al género se impuso a los africanos porque se consideraba que los hacía morales y apropiados. Incluso los términos "hombre" y “mujer”, que categorizan a los individuos basándose en la anatomía, no se utilizan con la misma capacidad en las lenguas bantúes. En las lenguas de habla bantú, para considerar a alguien anatómicamente "mujer", ese individuo debía lograr ciertas cosas, como tener su primer hijo, convertirse en abuela o completar ceremonias importantes. La concepción occidental del género planteaba una rigidez que ignoraba la posición y el estatus social de las mujeres y las limitaba a unas expectativas de género específicas que ahora se basaban exclusivamente en la anatomía.

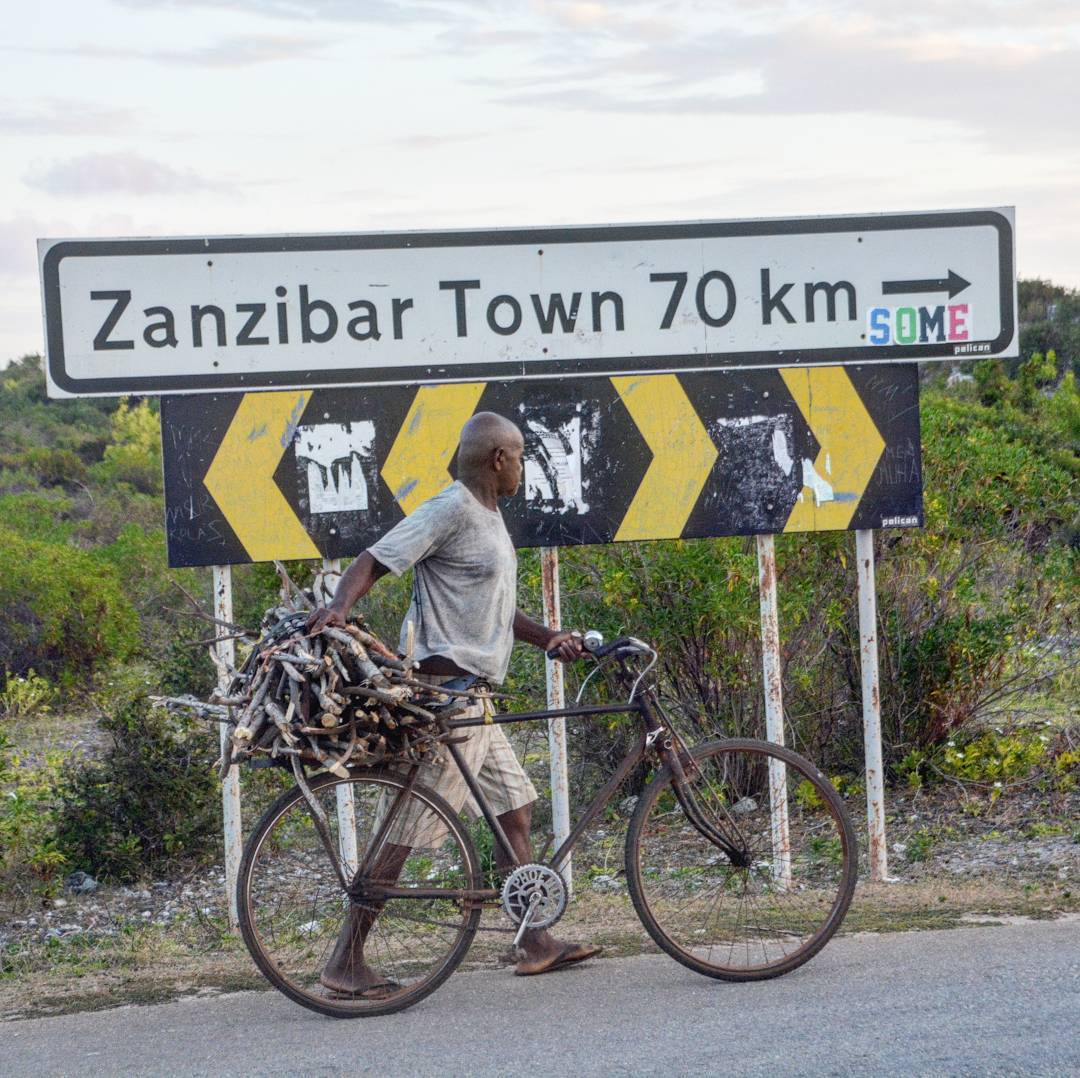
Ciudad de Zanzíbar, donde se lleva a cabo la celebración anual de Mwaka Kogwa.

Incluso bajo la dominación colonial, los africanos seguían practicando la fluidez de género y continuaban saliéndose del binario de género tradicional que se imponía. En particular, en la costa oriental africana y en las sociedades de habla suajili, existen los "mashogas", que se consideran el equivalente inglés de una drag queen. Los mashogas son descritos como hombres homosexuales "pasivos" que se visten con ropa de mujer para reuniones sociales o rituales. Más concretamente, en Zanzíbar, en Makunduchi, el Mwaka Kogwa es un festival de Año Nuevo en el que hombres y mujeres se reúnen para resolver las quejas del año anterior y dar la bienvenida a una nueva temporada de cosechas. Las partes centrales de las festividades, en las que participan miles de personas y espectadores, incluyen ceremonias de curación, hombres que se golpean unos a otros con hojas de plátano como forma de deshacerse de la tensión, hombres que bailan como mujeres y también mashogas. Los hombres que iban vestidos de mujer en el evento no eran necesariamente mashogas ellos mismos, lo que demuestra la fluidez de la expresión de género. Desafiar las normas de género en relación con la organización social y las expectativas de género coloniales permitió a los africanos seguir practicando un orden social en el que eventos como el Mwaka Kogwa prosperan y los hombres pueden comprometerse con la feminidad del modo que deseen. Aunque los mashogas se consideraban una categoría social, también participaban en categorías profesionales, ya que se les contrataba para actuar en las celebraciones femeninas de las bodas. Además, los mashogas tocaban el pembe, que se considera un instrumento de mujeres, bailaban danzas de mujeres y, a pesar de seguir siendo biológicamente "hombres", penetraban en espacios segregados por razones de género y sexo. Por último, durante la festividad islámica Eid Al Hajj, los hombres se vestían de mujer a pesar de no ser mashogas, lo que conecta con la celebración de Mwaka Kogwa por la fluidez de género que no confinaba a hombres y mujeres a las rígidas expectativas/normas coloniales de género. El hecho de que los hombres pudieran vestirse como mujeres sin ser considerados mashogas pone de manifiesto que cada uno podía vivir su vida como quisiera. Aunque la presencia de mashogas en África Oriental durante el dominio colonial podría mostrar una tolerancia hacia la expresión de género y las drag queens, los mashogas se reconocían principalmente en Zanzíbar, que es una región costera semiautónoma de la costa de Tanzania.

## El drag en la actualidad
Las leyes antigay modernas son herencia del derecho colonial. Por ejemplo, las leyes modernas contra la sodomía en Namibia tienen su origen en el periodo colonial e incluso después de la independencia en 1990, las leyes contra la sodomía permanecieron, lo que ha contribuido a generaciones de actitudes anti-queer e intolerancia en el país. Muchas leyes antigay que estigmatizan expresiones visuales queer como el drag han sido revitalizadas o recientemente reforzadas.Sin embargo, algunos países han optado por seguir aplicando las leyes de la época colonial y otros no.
Los académicos han citado diferentes razones para la nueva aprobación o aplicación de estas leyes. Muchos creen que es una reacción al creciente movimiento internacional por los derechos de los homosexuales, especialmente po parte de las comunidades religiosas. Otros creen que es una reacción a las influencias occidentales, ya que muchas figuras conservadoras africanas vinculan los derechos de los homosexuales con el imperialismo cultural y describen las leyes como una protección del "africanismo". La conexión entre los derechos de los homosexuales y Occidente está fomentada por los grupos evangélicos estadounidenses que han aumentado su financiación de las iglesias antihomosexuales en África. Las leyes y la creciente hostilidad social ponen en peligro a los drag queens, ya que los pastores asocian su actuación de género con la cultura colonial opresiva. Políticamente, los líderes africanos justifican las políticas antigay ante los activistas internacionales de derechos humanos culpando a la comunidad gay de la transmisión del VIH, que ha arrasado África. Ya que muchas comunidades asocian fuertemente el virus con los hombres gay. Por ello, los artistas drag suelen ser vistos como una amenaza para la comunidad.

### Sudáfrica

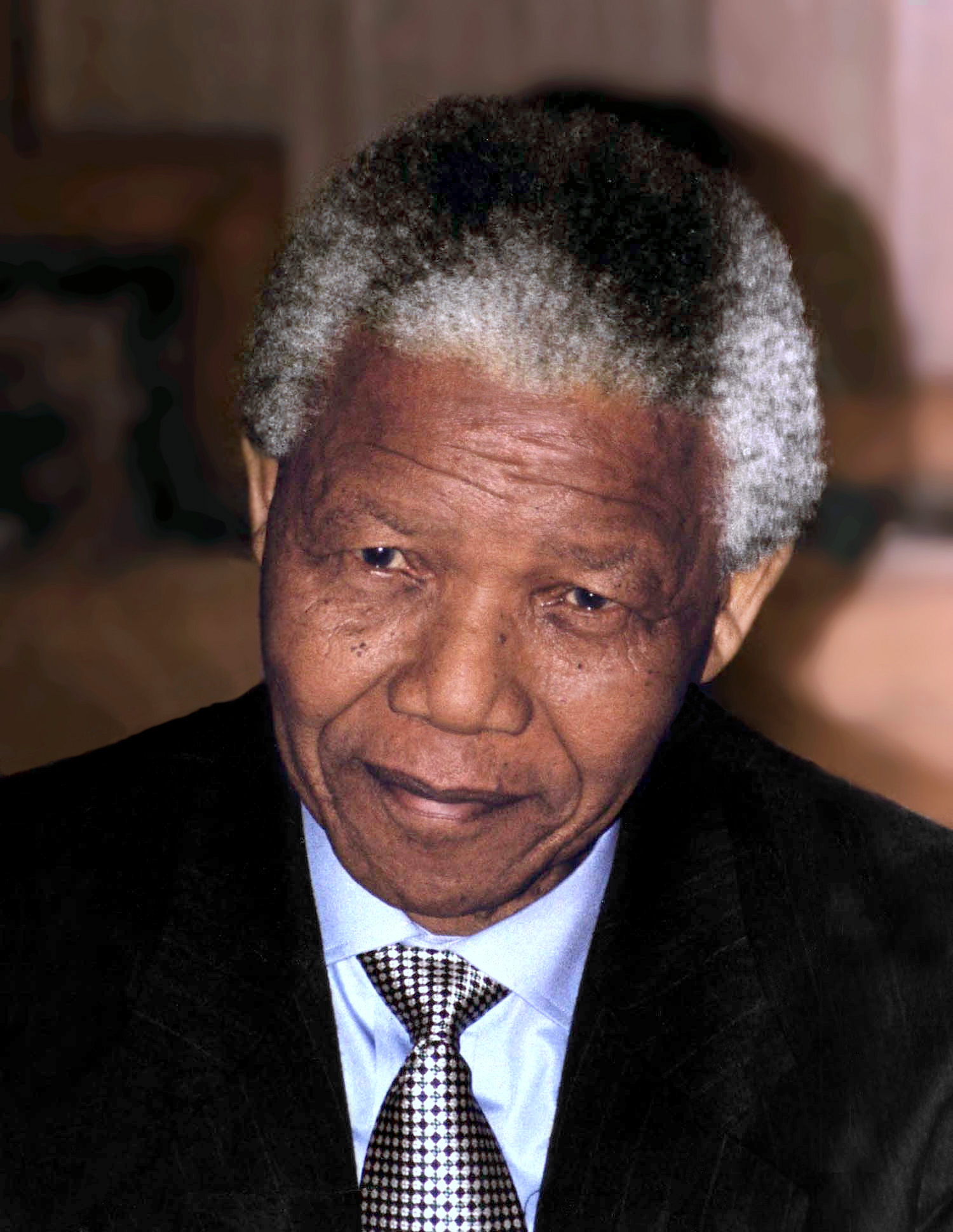
Nelson Mandela en 1994, formando la "Coalición Arcoíris" con la ayuda de Evita Bezuidenhout

Debido a la historia colonial de Sudáfrica y a sus antiguas estructuras de apartheid, muchos de sus artistas drag contemporáneos presentan temas de raza y género en sus actuaciones. Los artistas drag destacaron en la transición del público sudafricano del apartheid al nuevo gobierno a principios de la década de 1990, en concreto el artista Pieter-Dirk Uys como el personaje Evita Bezuidenhout. «Evita» es una mujer afrikáner que antes ejercía de supervisora gubernamental de la estructura del apartheid, pero que abrazó el nuevo gobierno después de que su hija se casara y tuviera hijos con un hombre negro. Es una mujer imperfecta y torpe que lucha por conocer su lugar como mujer blanca sin racismo estructural, y a través de esta actuación humorística, crea un nuevo modelo de blancura que mueve a su público blanco a través de su pérdida de poder y hacia un futuro esperanzador. A menudo acude a zonas de mayoría negra para que el público negro pueda reírse de sus opresores, ya que el acto de travestirse neutraliza la naturaleza racista, torpe y ofensiva de Evita. El carácter «queerness» de la actuación crea un aire de confusión y pilla a la gente desprevenida, por lo que Evita puede penetrar con éxito en profundas cuestiones raciales con humor y facilidad. Esta interpretación de género, aunque exagerada, hace que Evita parezca real y, por tanto, critica lo banal que era la maldad del apartheid. Evita desempeñó un papel fundamental en las campañas para conseguir el voto antes de las elecciones de 1994 y se entrevistó con Nelson Mandela.
Steven Cohen también utiliza el drag para comentar el racismo existente en Sudáfrica. Sus actuaciones excéntricas, extravagantes y a menudo repugnantes retratan la blancura como algo monstruoso y " diferente " en un contexto africano a la luz de la alteridad del apartheid sobre los cuerpos negros. Las performances de Cohen son intervenciones e interacciones con públicos específicos para visualizar el legado de la blancura.
Muchos artistas drag utilizan su actuación para rechazar creencias en sus comunidades que interpretan como homofóbicas, transfóbicas, racistas y opresivas. Algunos utilizan prácticas étnicas e indígenas para dirigirse a sus comunidades. Belinda Qaqamba Ka-Fassie entrelaza su espectáculo catártico con su identidad  xhosa, vistiendo prendas culturales tradicionalmente usadas por un género. Su drag es una protesta contra la homofobia y el racismo que impregnan la sociedad sudafricana, así como contra la falta de comprensión y de lenguaje para describir la homosexualidad en las comunidades xhosa.
Otros artistas utilizan el drag para desafiar la creencia internacional de que Sudáfrica es una sociedad integradora para las personas LGBT+. Sharika Mabika, refugiada transgénero de Zimbabue, utiliza el drag para describir su decepción por la opresión que sufre en Sudáfrica y la inacción del gobierno para atender las necesidades de su comunidad. Muchos de estos artistas distinguen su drag de las concepciones occidentales porque sus experiencias los municipios rurales vinculan intrínsecamente sus actuaciones a sus identidades como sudafricanos negros empobrecidos.

### Kenia
La mayoría de los artistas drag de Kenia se reúnen y actúan en secreto porque el drag suele ser una expresión visible de la homosexualidad. Kenia tiene leyes antigay increíblemente estrictas que ponen a los artistas en peligro de cárcel o violencia. Sin embargo, inspirándose en otros países africanos como Sudáfrica y en programas de drag occidentales como RuPaul's Drag Race, varios centros gais han empezado a celebrar espectáculos públicos de drag para celebrar su cultura. La popularidad de RuPaul y de estrellas drag keniatas como Mercedes Iman Diamond han hecho que el público esté más abierto a aceptar el drag como forma de entretenimiento, aunque esta aceptación suele concentrarse sólo en los centros urbanos y no está muy extendida.

### Camerún
Dado que el drag se interpreta a menudo como una expresión visual de lo queer, hay menos drag queens que actúan en países como Camerún, con estrictas leyes anti-queer. Las personas que salen del armario o son sospechosas de ser homosexuales pueden ser y son castigadas penalmente. Muchos cameruneses homosexuales viven con miedo a las represalias del Estado o de la comunidad ante su identidad. Por ello, muchos artistas drag cameruneses se sienten más cómodos actuando en otros países. Por ejemplo, Bebe Zahara Benet, una artista drag que ganó la primera temporada del concurso televisivo de drags RuPaul's Drag Race, vive a tiempo completo en Estados Unidos. Cuando la artista, cuyo nombre fuera del escenario es Nea Marshall Kudi Ngwa, regresa a su país de origen, no actúa ni hace publicidad de su personaje drag, "yendo de muy incógnito", para evitar situaciones "peligrosas o desafortunadas". Sin embargo, cuando está en Estados Unidos, BeBe se reúne virtualmente con cameruneses homosexuales para ofrecerles su apoyo, pero su resistencia a las etiquetas de sexualidad como "hetero" y "gay" pone en peligro su vida cuando regresa a su país.

### Zambia
Desde que Zambia mantiene leyes antigay, las drag queens no han tenido la oportunidad de tener la misma presencia. Zambia sigue funcionando con las rígidas leyes coloniales que criminalizaban la homosexualidad y permitían que floreciera la intolerancia hacia las personas LGBTQ+. Esto ha contribuido a la intolerancia actual que somete a las personas queer a crímenes de odio, a una grave discriminación y a la marginación en general. Debido a que la comunidad queer está criminalizada, y a que existe una fuerte conexión entre las comunidades queer y drag, las drag queens no pueden actuar con la libertad que podrían hacerlo de otro modo.

### Drag kings
Aunque las drag queens son mucho más comunes que los drag kings, sigue habiendo mujeres que participan en espectáculos drag masculinos. La mayoría de los sentimientos anti-gay, y por asociación anti-drag, se dirigen a los hombres que abrazan la feminidad, resistiéndose a los roles de género que devalúan la feminidad. Los drag kings también se enfrentan a reacciones negativas por desafiar los roles de género, ya que se interpreta que, al abrazar la masculinidad, desafían el monopolio masculino del poder económico. Especialmente en países como Malaui, Malí y la República Democrática del Congo, donde aumentan las disputas por la tierra, la propiedad familiar se transmite tradicionalmente al hijo mayor.
Los drag kings suelen ser percibidos como mujeres que amenazan este sistema. Sin embargo, los drag kings han encontrado ámbitos de actuación que sus comunidades consideran aceptables. Por ejemplo, en la comunidad de La Sape, en la República Democrática del Congo, las mujeres se han unido al grupo de hombres desde los años ochenta. Los miembros del grupo siguen un código de vestimenta específico y compiten entre sí por la mejor pasarela. Mientras los hombres visten atuendos formales inspirados en la indumentaria colonial para recuperar el poder de sus «amos» europeos, las mujeres, o sapeuses, se oponen a la devaluación colonial de la mujer y a su persistencia en la sociedad congoleña moderna. Sin embargo, como estas representaciones se hacen dentro de una cultura existente y aceptada, las mujeres no son vistas como amenazas destacadas a la estructura social, como otros drag kings.